# La-Serena-Stausee
Der La-Serena-Stausee ist eine Talsperre mit einem Wasserkraftwerk in der Provinz Badajoz in Spanien. Zusammen mit der Zújar-Talsperre erschafft die Staumauer La Serena einen zusammenhängenden Stausee aus dem unteren Zújar-Stausee und dem oberen La-Serena-Stausee. Die Zújar-Staumauer begrenzt den Stausee im Westen, während die Serena-Staumauer etwas weiter flussaufwärts eine zusätzliche Höhendifferenz zwischen dem unteren und dem oberen Teil des künstlichen Sees schafft.
Der Stausee liegt am Zújar, einem Nebenfluss des Río Guadiana im Westen Spaniens. Ganz im Südosten reicht der Stausee bis Andalusien.
Der Serena-Stausee ist 139,49 km² groß (13.949 Hektar) und hat ein Volumen von bis zu 3,219 Millionen m³. Der Aufstau bis auf das heutige Niveau dauerte seit den 1990er Jahren an.
Der Zújar-Stausee hat zusätzlich 14,49 km² (1.449 Hektar) Wasseroberfläche.
Der Stausee ist der zweitgrößte auf der iberischen Halbinsel, nur der Alqueva-Stausee im benachbarten Portugal ist größer. Beide zählen zu den größten Stauseen im westlichen Europa.
Die Standorte der Bauwerke sind:
- Zujar-Staumauer (untere) – 38,91689 N, 5,47885 W (Gewichtsstaumauer, 61 Meter hoch und 350 Meter lang)
- Serena-Staumauer (obere) – 38,91268 N, 5,41358 W (Gewichtsstaumauer, 91 Meter hoch und 580 Meter lang)

Die Landstraße EX-103 führt über beide Staumauern.

## Kraftwerk
Die installierte Leistung des Kraftwerks beträgt 16 (bzw. 22 oder 25,1) MW.